# 拉里·麦克尼尔
拉里·麦克尼尔（英語：Larry McNeill，1951年1月31日—2004年12月29日），美国NBA联盟前职业篮球运动员。他在1973年的NBA选秀中第2轮第25顺位被堪萨奥马哈国王选中。